# Populismo di destra

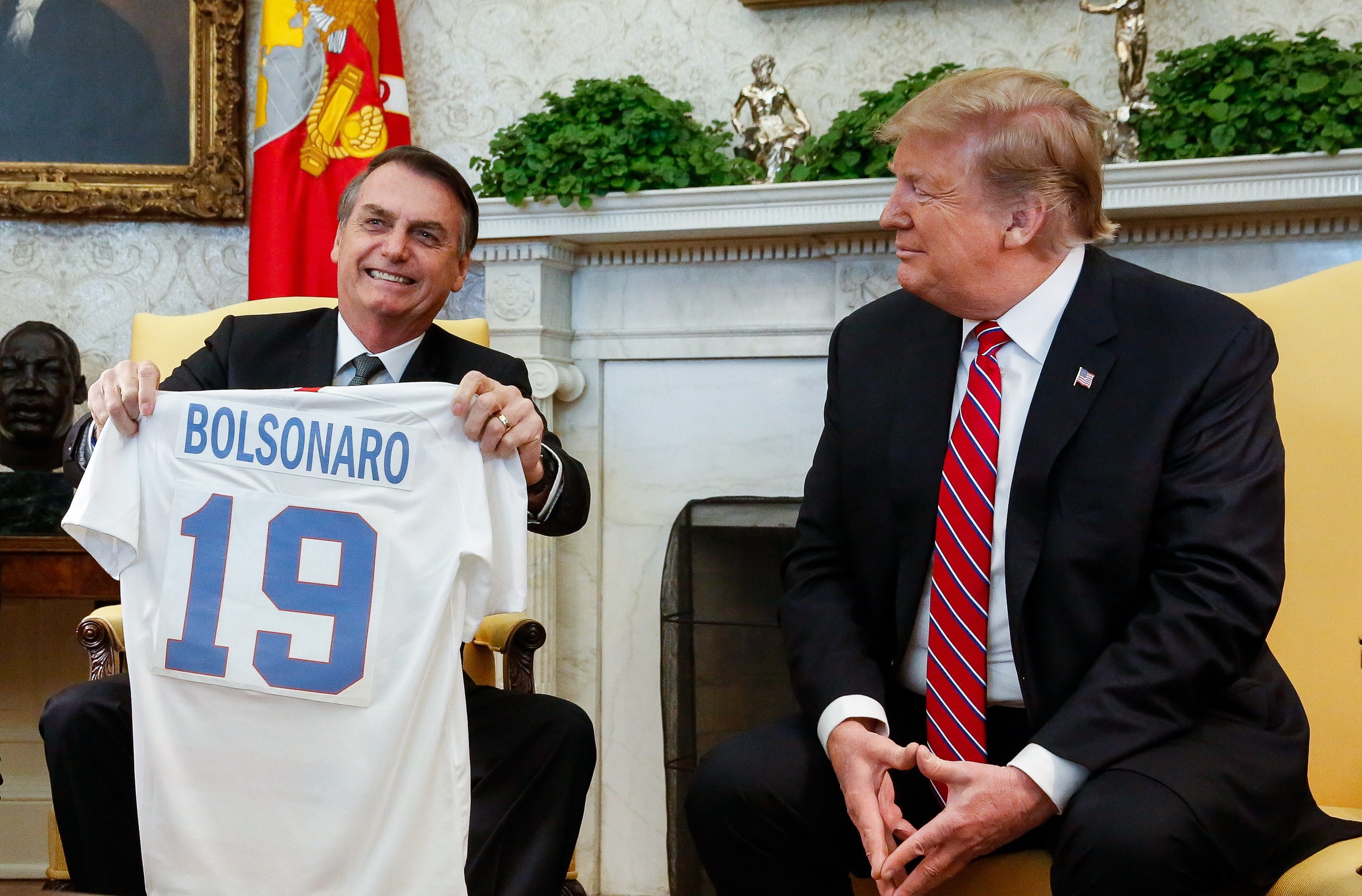
Jair Bolsonaro, ex presidente del Brasile, e Donald Trump, presidente degli Stati Uniti d'America, due figure simbolo del populismo di destra alla fine degli anni 2010.

Il populismo di destra, chiamato anche populismo nazionale, è un'ideologia politica che combina la politica di destra con la retorica e i temi populisti. La retorica consiste spesso in sentimenti anti-elitista e anti-intellettuali, opposizione alla classe dirigente e parlare alla "gente comune". Sia il populismo di destra che il populismo di sinistra si oppongono al controllo percepito delle democrazie liberali da parte delle élite; tuttavia, mentre il populismo di sinistra si oppone al potere delle grandi corporazioni e dei loro alleati, il populismo di destra normalmente sostiene forti controlli sull'immigrazione.
In Europa, il termine populismo di destra è usato per descrivere gruppi, politici e partiti generalmente noti per la loro opposizione all'immigrazione, in particolare del mondo islamico, e per l'euroscetticismo. Il populismo di destra nel mondo occidentale è generalmente associato a ideologie come l'anti-ambientalismo, il neo-nazionalismo, l'anti-globalizzazione, il nativismo e il protezionismo. I populisti di destra europei possono sostenere l'espansione dello stato sociale, ma solo per i "meriti";questo concetto è stato definito "sciovinismo del benessere".

## Descrizione

### Motivi ideologici
Mescola alcuni elementi del laissez-faire e del liberismo ("meno tasse") con altri elementi della Nuova Destra, il rifiuto dell'uguaglianza sociale e dell'egualitarismo (e quindi di progetti politici finalizzati al suo raggiungimento), la critica del multiculturalismo e il contrasto all'immigrazione. La tendenza populista è la battaglia per gli interessi popolari, dai richiami all'antipolitica (che diventa lo strumento principale di coinvolgimento del popolo e quindi di acquisizione del consenso), e dagli appelli all'uomo comune in contrasto con le istituzioni, con le élite, e con l'establishment.

### Pratica politica
Altre caratteristiche a volte presenti nei partiti della destra populista sono una leadership carismatica, la demonizzazione degli avversari politici, la ricerca di un capro espiatorio, il cospirazionismo, la disinformazione e la manipolazione dell'informazione e il produzionismo. I partiti europei condividono inoltre un diffuso euroscetticismo.
Lo sviluppo dei nuovi populismi si situa all’interno della crisi delle culture progressiste. Anziché cercare di migliorare le proprie condizioni di vita, gli individui sarebbero spinti a cercare qualcuno a cui far pagare il proprio malessere: è in questo percorso che emergono gli agenti politici dell’intolleranza – da Le Pen a Haider, dai postfascisti italiani a Sarkozy, per citare alcuni casi – che indicano gli obiettivi verso cui si indirizzerebbe l’odio sociale.
Al contempo, "la collera contro le élite culturali” prenderebbe la forma di una collera contro il femminismo, contro il movimento dei diritti civili, contro la tolleranza religiosa e il multiculturalismo.

### Tipologie
Pur essendo caratterizzato dalle tendenze sopra esposte, il populismo di destra non è in realtà un monolite unico, e anzi si registrano alcune differenze tra i vari movimenti, dovute alla diversa storia e cultura politica che li hanno generati; mentre alcuni di questi partiti nascono da movimenti neofascisti o comunque di estrema destra, altri sono sorti invece grazie a scissioni da partiti conservatori o liberali.
Non esiste un'organizzazione internazionale che raggruppi questi partiti, né un partito europeo; al Parlamento Europeo i populisti di destra non formano un gruppo a sé, ma si dividono tra i Non iscritti e altri gruppi di destra, come Europa della Libertà e della Democrazia o, in passato, il Gruppo Tecnico delle Destre Europee (1989-1994), il gruppo Identità, Tradizione, Sovranità (2007), il gruppo per un'Europa delle Democrazie e delle Diversità (1999-2004), e quello Indipendenza e Democrazia (2004-2009).
Herbert Kitschelt, seguito poi da Pierre-André Taguieff, ha diviso i partiti populisti di destra in tre diverse tendenze o sottocategorie: la nuova destra radicale, caratterizzata dalla difesa del mercato e da una visione autoritaria (es. Fronte Nazionale e Vlaams Belang), i partiti del cosiddetto welfare sciovinista (come I Repubblicani tedeschi) e, infine, i rappresentanti del populismo antistatale/antistatalista (Partito della Libertà Austriaco e Lega Nord).
Altri politologi come Hans-Georg Betz hanno invece individuato due tipi di populismo di destra: il populismo "neo-liberale"-libertario e il populismo autoritario o "nazional-populismo" dall'altro.
A partire dagli anni novanta partiti populisti di destra si sono affermati in diversi stati europei, come per esempio Francia, Italia e Paesi Bassi. Secondo Chantal Mouffe, l'ascesa del populismo di destra è stata spesso una conseguenza dell'affievolimento delle differenze tra i partiti tradizionali di destra e sinistra, dovuto a uno schiacciamento di questi verso il centro, e alla capacità di questi nuovi movimenti di saper dare espressione a esigenze non più rappresentate dai partiti esistenti.

## Partiti
Diversi partiti vengono comunemente classificati all'interno del populismo di destra:
- Austria: Partito della Libertà Austriaco,[30][31][32] Alleanza per il Futuro dell'Austria;[32]
- Belgio: Interesse Fiammingo;[31][33]
- Canada: Partito Popolare del Canada;[34][35]
- Croazia: Partito Croato dei Diritti,[36]Movimento Patriottico;[37][38]
- Danimarca: Partito del Progresso,[17][31] Partito Popolare Danese;[39]
- Finlandia: Veri Finlandesi;[40]
- Francia: Rassemblement National,[31][41][42] Movimento Nazionale Repubblicano,[36][43]; Reconquête;[44]
- Germania: Alternativa per la Germania,[45] I Repubblicani,[31][46] Unione Popolare Tedesca;[36]
- Grecia: Raggruppamento Popolare Ortodosso,[47]Soluzione Greca;[48][49]
- Italia: Lega Nord[31][50][51], Lega per Salvini Premier, Fratelli d’Italia[52], CasaPound[53], Die Freiheitlichen[36][54], Forza Italia;
- Lettonia: Prima la Lettonia;[55]
- Norvegia: Partito del Progresso;[17][31][56]
- Paesi Bassi: Partito per la Libertà,[57] Lista Pim Fortuyn,[58] Forum per la Democrazia;[59][60][61]
- Regno Unito: Partito per l'Indipendenza del Regno Unito, Reform UK;[62]
- Russia: Partito Liberal-Democratico di Russia;[63]
- Slovacchia: Partito Nazionale Slovacco;[64]
- Slovenia: Partito Nazionale Sloveno;[65]
- Spagna: Vox;[66][67]

- Stati Uniti: Tea Party;[68]
- Svezia: Nuova Democrazia,[31][50] Democratici Svedesi;[69]
- Svizzera: Unione Democratica di Centro,[70] Lega dei Ticinesi,[31][71] Partito Svizzero della Libertà,[31] Movimento dei Cittadini Ginevrini.[71]